# Ourapteryx kalsholti
Ourapteryx kalsholti är en fjärilsart som beskrevs av Inoue. Ourapteryx kalsholti ingår i släktet Ourapteryx och familjen mätare. Inga underarter finns listade i Catalogue of Life.